# Elfstedenronde
L'Elfstedenronde è una corsa in linea di ciclismo su strada maschile che si disputa annualmente nei dintorni di Bruges in Belgio. Nata nel 1943, la corsa si è svolta regolarmente fino al 1974, e dopo un lungo stop, è stata corsa nuovamente tra il 1987 e il 1989. Dal 1990 non venne più organizzata, e venne reinserita nel calendario ciclistico internazionale solo nel 2017 con il nome di Bruges Cycling Classic. Dall'anno seguente ha riassunto la denominazione di Elfstedenronde e inserita nel calendario dell'UCI Europe Tour come evento di classe 1.1.

## Albo d'oro
Aggiornato all'edizione 2025.
| Anno                   | Vincitore            | Secondo                              | Terzo                    |
| ---------------------- | -------------------- | ------------------------------------ | ------------------------ |
| 1943                   | André Declerck       | Jef Moerenhout                       | Richard Depoorter        |
| 1944                   | non disputata        | non disputata                        | non disputata            |
| 1945                   | André Maelbrancke    | Marcel Rijckaert                     | Jef Moerenhout           |
| 1946                   | Sylvain Grysolle     | Albert Sercu                         | Jef Moerenhout           |
| 1947                   | Désiré Keteleer      | Gustave Van Overloop Valère Ollivier |                          |
| 1948                   | August Van Gaever    | Maurice-André Deschacht              | René Oreel               |
| 1949                   | Julien Ardijns       | Albert Ramon                         | Gustave Dillis           |
| 1950                   | Georges Desplenter   | René Janssens                        | Lode Wouters             |
| 1951                   | Marcel Kint          | Julien Van Dijcke                    | Wout Wagtmans            |
| 1952                   | Hilaire Couvreur     | Juul Huvaere                         | Edward Peeters           |
| 1953                   | Marcel Rijckaert     | Gerard Buyl                          | Henri Denys              |
| 1954                   | Hilaire Couvreur     | Roger Decock                         | Lucien Mathys            |
| 1955                   | Karel De Baere       | René Mertens                         | Joseph Plas              |
| 1956                   | Marcel Rijckaert     | René Mertens                         | Lucien Mathys            |
| 1957                   | André Noyelle        | Gilbert Scodeller                    | Henri Denys              |
| 1958                   | Gabriel Borra        | Piet Oellibrandt                     | Georges Decraeye         |
| 1959                   | Maurice Meuleman     | Léon Van Daele                       | Jan Van Gompel           |
| 1960                   | Joop Captein         | Frans Aerenhouts                     | Antoon van der Steen     |
| 1961                   | Rik Van Steenbergen  | Gustaaf Van Vaerenbergh              | Jos Hoevenaers           |
| 1962                   | Emile Severeyns      | Norbert Coreelman                    | Julien De Pré            |
| 1963                   | Peter Post           | Armand Desmet                        | Léon Van Daele           |
| 1964                   | Léon Van Daele       | Alfons Hermans                       | Theo Mertens             |
| 1965                   | Rik Van Looy         | Gustaaf De Smet                      | Bernard Van De Kerckhove |
| 1966                   | Arthur De Cabooter   | Walter Godefroot                     | Edward Sels              |
| 1967                   | Guido Reybrouck      | Arthur De Cabooter                   | Gustaaf De Smet          |
| 1968                   | Roger Rosiers        | Willy Bocklant                       | Michel Jacquemin         |
| 1969                   | Leo Duyndam          | Michael Wright                       | Eric De Vlaeminck        |
| 1970                   | Daniel Van Ryckeghem | Frans Verbeeck                       | Eric De Vlaeminck        |
| 1971                   | Harry Van Leeuwen    | Eddy Verstraeten                     | Noël Vantyghem           |
| 1972                   | Hubert Hutsebaut     | Willy Van Neste                      | Guido Reybrouck          |
| 1973                   | Patrick Sercu        | Freddy Maertens                      | Frans Verbeeck           |
| 1974                   | Freddy Maertens      | Wilfried Wesemael                    | Walter Godefroot         |
| 1975-86                | non disputata        | non disputata                        | non disputata            |
| 1987                   | Jos Lammertink       | Jozef Lieckens                       | Søren Lilholt            |
| 1988                   | Roger Ilegems        | Jozef Lieckens                       | Frank Pirard             |
| 1989                   | Rudy Patry           | Ludwig Willems                       | Rudy Verdonck            |
| 1990-2016              | non disputata        | non disputata                        | non disputata            |
| Bruges Cycling Classic |                      |                                      |                          |
| 2017                   | Wout Van Aert        | Mathieu van der Poel                 | Lawrence Naesen          |
| Elfstedenronde         |                      |                                      |                          |
| 2018                   | Adam Blythe          | Coen Vermeltfoort                    | Hugo Hofstetter          |
| 2019                   | Tim Merlier          | Fabio Jakobsen                       | Jasper Philipsen         |
| 2020                   | non disputata        | non disputata                        | non disputata            |
| 2021                   | Tim Merlier          | Mark Cavendish                       | Sasha Weemaes            |
| 2022                   | Fabio Jakobsen       | Caleb Ewan                           | Tim Merlier              |
| 2023                   | Jasper Philipsen     | Caleb Ewan                           | Fabio Jakobsen           |
| 2024                   | Alexander Kristoff   | Jarne Van de Paar                    | Pierre Barbier           |
| 2025                   | Paul Magnier         | Jasper Philipsen                     | Elia Viviani             |